# Anomalon deletum
Anomalon deletum là một loài tò vò trong họ Ichneumonidae.